# Фрессель, Юлиус
Юлиус Фрессель (нем. Julius Fressel; 25 декабря 1857, Люнебург — 5 мая 1947, Гамбург) — немецкий акушер, профессор; первый директор женской больницы «Финкенау» в Гамбурге.

## Биография
Юлиус Фрессель родился 25 декабря 1857 года в Люнебурге, в лютеранской семье; он получил высшее образование в университете Геттингена. В 1881 году Фрессель написал и защитил диссертацию, став кандидатом медицинских наук от Геттингенского университета. В 1876 году он вступил в студенческое братство «Хассо-Боруссия» (Corps Hasso-Borussia Freiburg, HaBos), а два года спустя — в 1878 — стал членом братства «Брунсвига Геттинген» (Corps Brunsviga Göttingen); обе организации входили в «Kösener Senioren-Convents-Verband» (KSCV).
После присуждения степени, Фрессель переехал в Гамбург, где стал работать в качестве второго врача в родильном доме на Пасторенштрассе (Pastorenstraße), а затем — перешел в недавно открывшуюся Университетскую клинику Гамбург-Эппендорф. В 1909 году он стал ведущим специалистом (kommissarische Leitung) в данном медицинском учреждении. В 1913 году Фрессель получил пост старшего врача и акушера в клинике, располагавшейся в гамбургском районе «Финкенау» (Finkenau); но сначала он выступил в роли руководителя строительной комиссии, а — после открытия больницы — в качестве первого главы медучреждения. На момент постройки, это была одна из крупнейших женских больниц в Германской империи.
До конца Первой мировой войны Фрессель возглавлял 7-м резервный лазарет (Reservelazaretts VII), подразделение «Финкенау». После окончания боевых действии, в 1918 году, Юлиус Фрессель был удостоен звания профессора, а в 1920 — назначен медицинским директором клиники в Финкенау. 31 мая 1923 года он вышел на пенсию. 11 ноября 1933 года Фрессель был среди более 900 ученых и преподавателей немецких университетов и вузов, подписавших «Заявление профессоров о поддержке Адольфа Гитлера и национал-социалистического государства». Юлиус Фрессель скончался 5 мая 1947 года в Гамбурге.

## Память
В 2010 году именем Фресселя была названа улица «Julius-Fressel-Straße» в гамбургском районе «Uhlenhorst», но уже в мае 2014 года переименование улицы было отменено районной управой «Гамбург-Норд» (Bezirksamt Hamburg-Nord) — несмотря на возражения членов Христианско-демократического союза Германии (ХДС). Название «Julius-Fressel-Straße» получила новая гамбургская улица (открытая в 2015 году), расположенная рядом с другой — «Dorothea-Bernstein-Weg». Доротея Бернштейн, родившаяся в 1893 году и также являвшаяся кандидатом наук, была депортирована в концентрационный лагерь в Лодзи в 1941 году, где была убита 5 июня 1942 года. Позже и новая улица «Julius-Fressel-Straße» была переименована в «Dorothea-Bernstein-Weg».

## Работы
- Intrauterine Retention der abgestorbenen Frucht [Dissertation] (1881)